# Ding Meiyuan
Ding Meiyuan (chinesisch 丁美媛, Pinyin Dīng Měiyuan, * 27. Februar 1979 in Dalian, Provinz Liaoning, China) ist eine chinesische Gewichtheberin.

## Werdegang
Ding betrieb schon von Kindheit an verschiedene Sportarten und begann 1991 im Alter von 12 Jahren an einer Sportschule in Dalian mit dem Gewichtheben. Nach ersten Erfolgen im Jugendbereich wurde sie in das Provinzteam und später in das Nationalteam Chinas berufen. Bei einer Größe von 1,68 m bringt sie ca. 110 kg auf die Waage. Ihren ersten internationalen Auftritt hatte Ding im Alter von 18 Jahren bei den Junioren-Weltmeisterschaften in Kapstadt. Ihr größter Erfolg ist der Olympiasieg im Jahre 2000 in Sydney in der Gewichtsklasse über 75 kg Körpergewicht. Danach ist sie nur noch selten international in Erscheinung getreten. Sie gewann im Jahre 2003 in Vancouver den WM-Titel. Im Jahr 2004 erzielte sie bei einem Wettkampf in Suzhou mit 305 kg eine Jahresweltbestleistung, wurde aber bei den Olympischen Spielen nicht eingesetzt. Die Konkurrenz im eigenen Land ist in ihrer Gewichtsklasse ungemein stark, es sei an die Olympiasiegerin 2004 Gonghong Tang und an die Vizeweltmeisterin 2005 Mu Shuangshuang erinnert.

## Internationale Erfolge/Mehrkampf
| Jahr | Platz | Wettbewerb                      | Gewichtsklasse | |
| 1997 | 1.    | Junioren-WM in Kapstadt         | über 75 kg KG  | mit 240 kg, vor Cheng Chia-I, Taiwan, 220 kg und Olivia Baker, Neuseeland, 197,5 kg |
| 1998 | 1.    | Asian-Spiele in Bangkok         | über 75 kg KG  | mit 270 kg |
| 1998 | 1.    | Welt-Cup in Budapest            | über 75 kg KG  | mit 285 kg |
| 1999 | 1.    | Universitäten-WM in Chiba/Japan | über 75 kg KG  | mit 275 kg, vor Sayako Takahashi, Japan, 202,5 kg |
| 1999 | 1.    | WM in Athen                     | über 75 kg KG  | mit 285 kg, vor Agata Wróbel, Polen, 285 kg und Balkisu Musa, Nigeria, 252,5 kg |
| 2000 | 1.    | Asien-Spiele in Ōsaka           | über 75 kg KG  | mit 285 kg |
| 2000 | Gold  | OS in Sydney                    | über 75 kg KG  | mit 300 kg, vor Agata Wrobel, 295 kg und Cheryl Haworth, USA, 270 kg |
| 2002 | 1.    | Universitäten-WM in Izmir       | über 75 kg KG  | mit 285 kg (125–160), vor Derya Açıkgöz, Türkei, 215 kg u. Rachel Hearn, USA, 212,5 kg |
| 2003 | 1.    | WM in Vancouver                 | über 75 kg KG  | mit 300 kg, vor Albina Chomitsch, Russland, 290 kg und Olha Korobka, Ukraine, 277,5 kg (Anmerkung: Albiana Chomitsch wurde der 2. Platz nachträglich wegen Dopings aberkannt. Sie wurde für 2 Jahre gesperrt und hat zwischenzeitlich ihre Karriere beendet) |
| 2005 | 1.    | East-Asian-Games in Macau       | über 75 kg KG  | mit 280 kg |

### Medaillen Einzeldisziplinen
(bei Olympischen Spielen werden keine WM-Medaillen mehr vergeben)
- WM-Goldmedaillen: 1999, Reißen, 127,5 kg – 1999, Stoßen, 157,5 kg – 2003, Reißen, 137,5 kg – 2003, Stoßen, 162,5 kg

## Erläuterungen
- alle Wettbewerbe im Zweikampf, bestehend aus Reißen und Stoßen,
- OS = Olympische Spiele,
- WM = Weltmeisterschaft,
- KG = Körpergewicht